# Маскингум (округ)
Округ Маскингум (англ. Muskingum County) располагается в штате Огайо, США. Официально образован в 1804 году. По состоянию на 2010 год, численность населения составляла 86 074 человека.

## География
По данным Бюро переписи США, общая площадь округа равняется 1 741,984 км2, из которых 1 721,264 км2 суша и 20,720 км2 или 1,190 % это водоёмы.

## Население
По данным переписи населения 2000 года в округе проживает 84 585 жителей в составе 32 518 домашних хозяйств и 22 860 семей. Плотность населения составляет 49,00 человек на км2. На территории округа насчитывается 35 163 жилых строений, при плотности застройки около 20,00-ти строений на км2. Расовый состав населения: белые — 93,91 %, афроамериканцы — 4,01 %, коренные американцы (индейцы) — 0,21 %, азиаты — 0,27 %, гавайцы — 0,02 %, представители других рас — 0,20 %, представители двух или более рас — 1,37 %. Испаноязычные составляли 0,52 % населения независимо от расы.
В составе 33,30 % из общего числа домашних хозяйств проживают дети в возрасте до 18 лет, 54,30 % домашних хозяйств представляют собой супружеские пары проживающие вместе, 12,00 % домашних хозяйств представляют собой одиноких женщин без супруга, 29,70 % домашних хозяйств не имеют отношения к семьям, 24,90 % домашних хозяйств состоят из одного человека, 10,90 % домашних хозяйств состоят из престарелых (65 лет и старше), проживающих в одиночестве. Средний размер домашнего хозяйства составляет 2,53 человека, и средний размер семьи 3,01 человека.
Возрастной состав округа: 25,90 % моложе 18 лет, 9,40 % от 18 до 24, 27,70 % от 25 до 44, 22,60 % от 45 до 64 и 22,60 % от 65 и старше. Средний возраст жителя округа 36 лет. На каждые 100 женщин приходится 92,00 мужчин. На каждые 100 женщин старше 18 лет приходится 88,40 мужчин.
Средний доход на домохозяйство в округе составлял 35 185 USD, на семью — 41 938 USD. Среднестатистический заработок мужчины был 31 537 USD против 22 151 USD для женщины. Доход на душу населения составлял 17 533 USD. Около 9,90 % семей и 12,90 % общего населения находились ниже черты бедности, в том числе — 17,90 % молодежи (тех, кому ещё не исполнилось 18 лет) и 10,00 % тех, кому было уже больше 65 лет.